# Wat Traphang Thong Lang

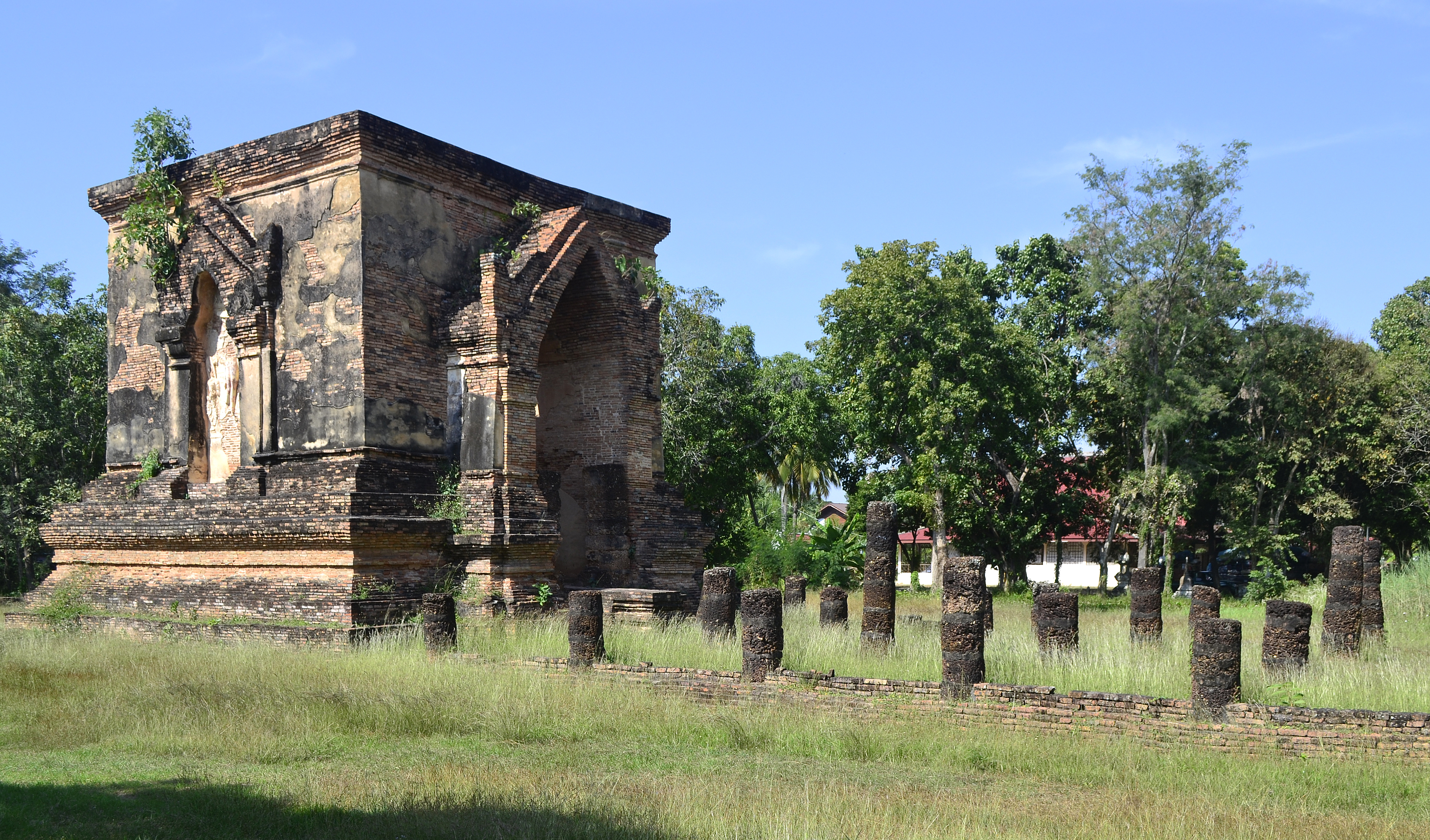
Mondop und Wihan (Zustand 12/2014)

Wat Traphang Thong Lang (thailändisch วัดตระพังทองหลาง, deutsch: „Tempel des Korallenweihers“) ist der Name einer buddhistischen Tempelanlage (Wat) im Osten der historischen Altstadt von Sukhothai im UNESCO-Weltkulturerbe Geschichtspark Sukhothai in Thailand. Die Tempelanlage wurde während der Regierungszeit des Königs Li Thai (1347 bis 1368/1374) erbaut.

## Lage

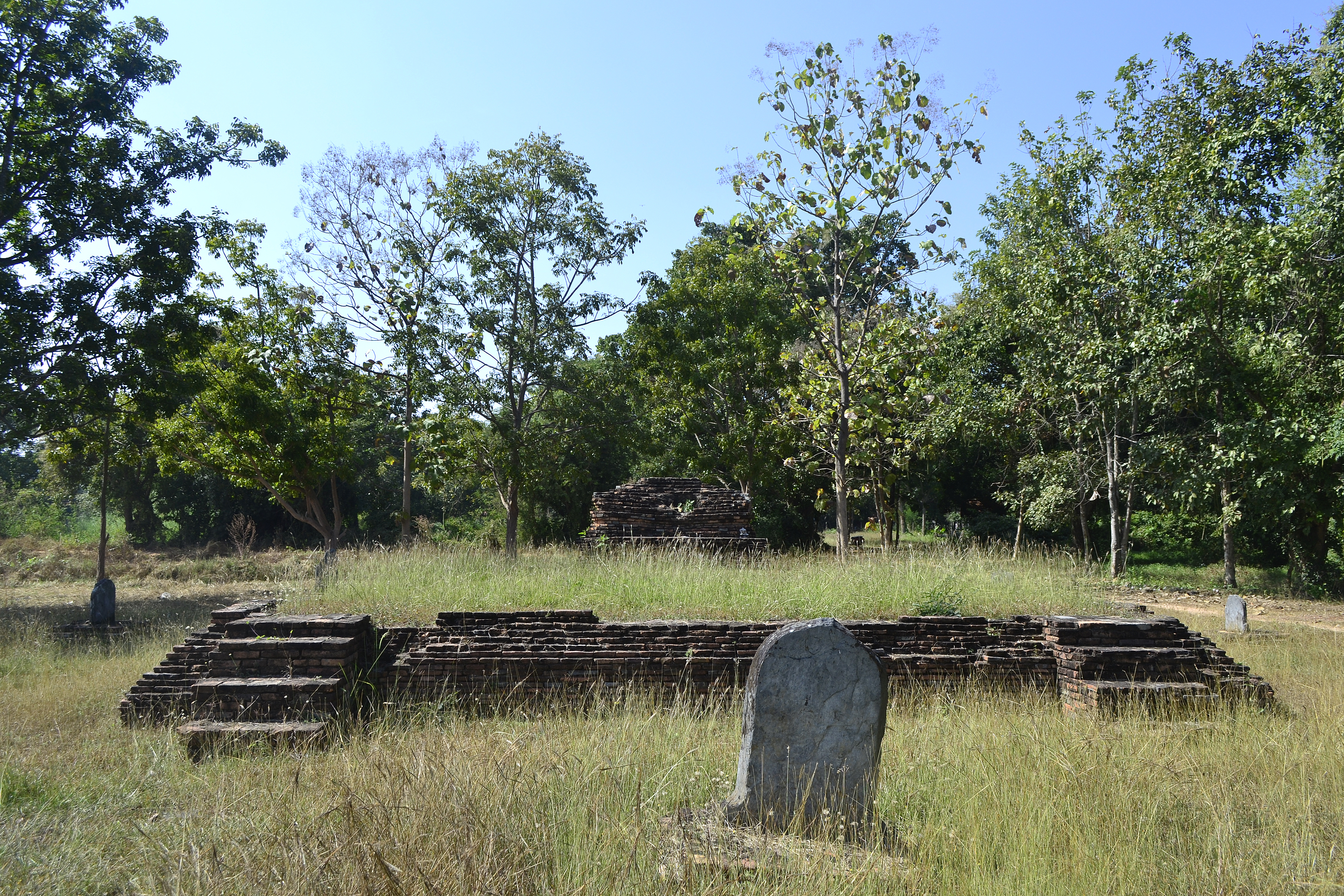
Ubosot (Zustand: Dezember 2014)

Wat Traphang Thong Lang befindet sich im Osten der Altstadt von Sukhothai, gut 650 m außerhalb des östlichen Stadttores („Pratu Kamphaeng Hak“, „Kamphaeng Hak Gate“) und rund 200 Meter südlich der Hauptstraße, die Sukhothai Altstadt mit Sukhothai Südstadt verbindet („Thanon Charot Withi Thong“, „Charot Withi Thong Road“). Die nächstgelegenen Tempelruinen sind Wat Ton Mahkam (gut 250 Meter nördlich), Wat Chang Lom (rund 450 Meter nördlich), Wat Chedi Yod Hak (rund 300 Meter nordöstlich) und Wat Chedi Sung (350 bis 450 Meter östlich).
Wat Traphang Thong Lang ist ein auch heute noch von Mönchen (Bhikkhu) bewohnter und aktiv betriebener Tempel. Die modernen Gebäude des Wat befinden sich zwischen den Ruinen der Sukhothai-Periode und der Hauptstraße.

## Architektur

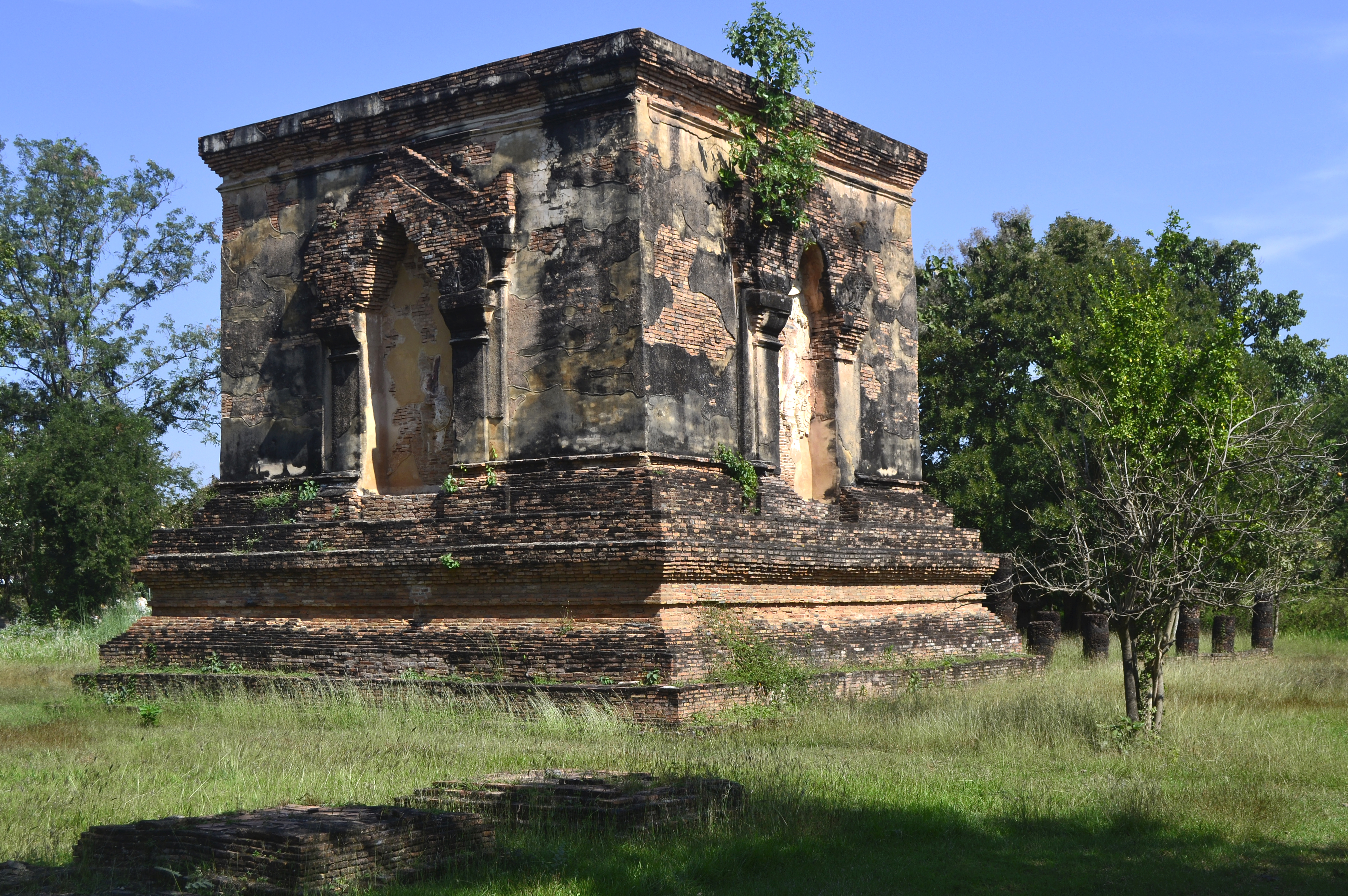
West- und Südfassade des Mondop
(Zustand: Dezember 2014)

Zum Ensemble der Ruinen gehören eine Versammlungshalle (Wihan), eine Ordinationshalle (Ubosot) mit ihren Grenzsteinen (Bai Sema), die Fundamente von 16 kleineren Chedis, sowie ein wegen seiner Stucco-Reliefs besonders sehenswerter Mondop. Die gesamte antike Anlage wird von einem Graben umschlossen.
Optisch etwas abgelegen, im Osten der Anlage liegt der Ubosot. Erhalten geblieben ist eine Backsteinplattform mit zwei Treppenzugängen an der Ostseite, sowie einem Podest am westlichen Ende der Plattform, auf dem sich die Fragmente der Statue eines sitzenden Buddha befinden. Die Tafeln der Bai Sema sind aus Schiefer gefertigt.
Der Wihan besteht aus vier Reihen Lateritsäulen auf einem Ziegelfundament. Der Eingang befindet sich auf der östlichen Seite, mit ihrem westlichen Ende grenzt die Versammlungshalle unmittelbar an den Bot.
Der Mondop ist eine massive Ziegelsteinkonstruktion mit quadratischem Grundriss, die sich mit einem hohen, überdachten Zugang nach Osten, zum Wihan hin öffnet. In seinem Inneren befand sich einst eine monumentale Buddhastatue. Alle anderen Fassaden sind mit hohen Vorhallen versehen, in deren Schutz großflächige Reliefs angebracht wurden.

## Reliefs des Mondop

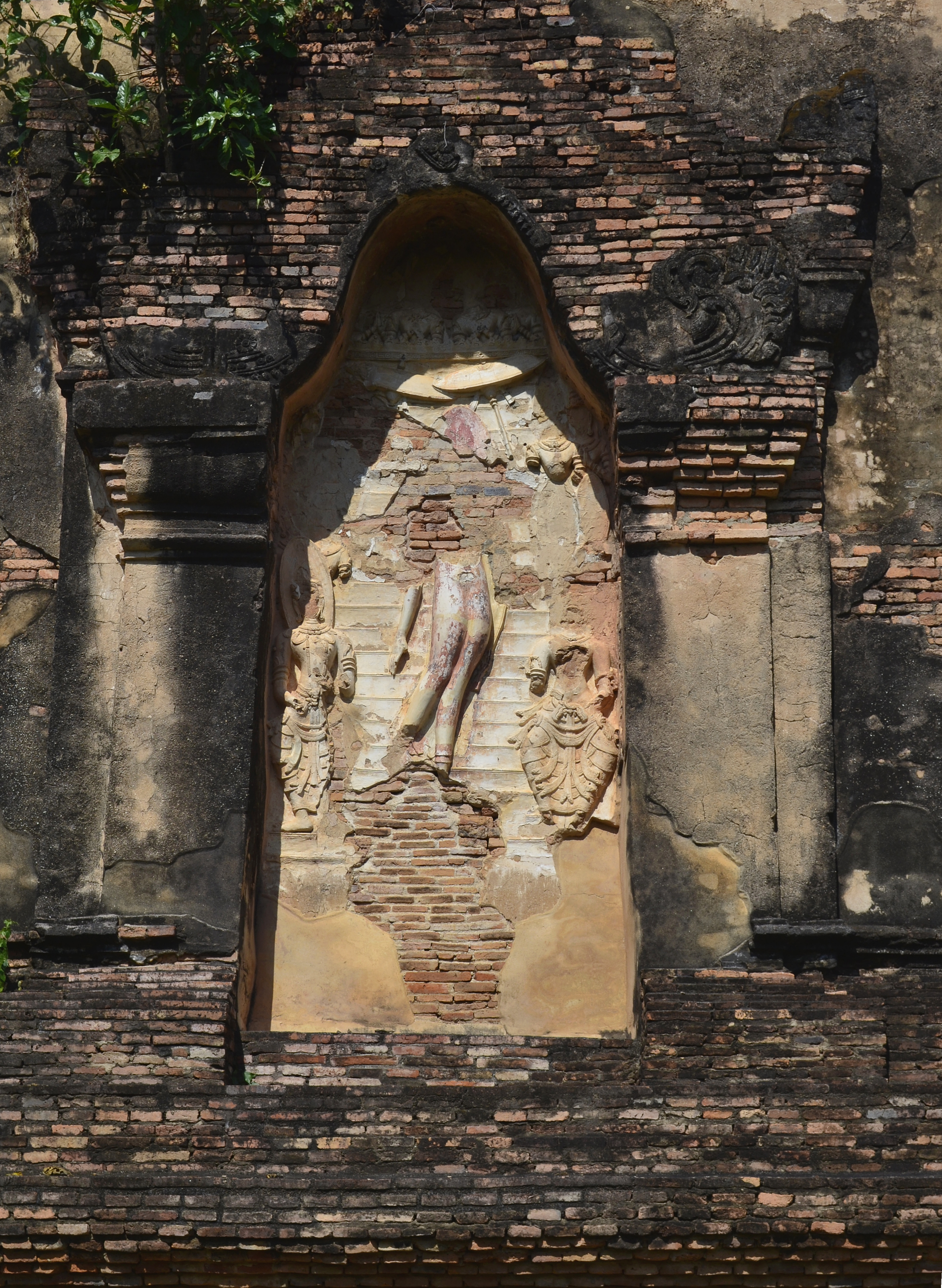
Relief der Südfassade
(Zustand: Dezember 2014)

Trotz ihres zum Teil sehr hohen Grads an Zerstörungen zählen die Reliefs an den Außenwänden des Mondop zu den Höhepunkten der Reliefkunst und den Meisterwerken des Sukhothai-Stils. Die Darstellungen erzählen bildhaft drei Episoden aus dem Leben des Buddha:
- Südfassade (stark zerstört): Nachdem Buddha seine Mutter Mahamaya nach deren Tod im Himmel besucht und in seinen Lehren unterwiesen hat, steigt er, von den Gottheiten Brahma und Indra sowie einigen Anhängern begleitet, über eine Leiter wieder zur Erde hinab. Dieses Relief, dessen Replik sich im Ramkhamhaeng-Nationalmuseum befindet, gilt als die am sorgfältigsten ausgearbeitete und filigranste Darstellung des Mondops.
- Westfassade (extrem zerstört): In Kapilavastu predigt der von Flammen umgebene Buddha seinem Vater Shuddhodana und seinen Verwandten aus dem nordindischen Volk der Shakya.
- Nordfassade (mäßig zerstört): Buddha besänftigt – begleitet von seinem Cousin und Schüler Ananda – den Elefanten Nalagiri. An den Seiten und auf dem Dachbogen der schützenden Vorhalle dieses Reliefs sind besonders fein gearbeitete Stuccoverzierungen erhalten.